# Srđan Savić
Srđan Savić (* 9. November 1931 in Konjic, heute Bosnien-Herzegowina; † 17. Dezember 2020 in Belgrad) war ein jugoslawischer Leichtathlet.

## Biografie
Srđan Savić bildete bei den Olympischen Spielen 1960 in Rom zusammen mit Ðani Kovač, Miloje Grujić und Viktor Šnajder die jugoslawische Staffel für das Rennen über 4 × 400 m. Die Staffel schied jedoch bereits im Vorlauf aus. Auch bei den Europameisterschaften 1962 gehörte Savić der 4 × 400-m-Staffel Jugoslawiens an, doch auch dieses Mal reichte es nicht für das Finale.